# Kimball (Minnesota)
Kimball es una ciudad ubicada en el condado de Stearns en el estado estadounidense de Minnesota. En el Censo de 2010 tenía una población de 762 habitantes y una densidad poblacional de 194,45 personas por km².

## Geografía
Kimball se encuentra ubicada en las coordenadas 45°18′52″N 94°18′3″O / 45.31444, -94.30083. Según la Oficina del Censo de los Estados Unidos, Kimball tiene una superficie total de 3.92 km², de la cual 3.92 km² corresponden a tierra firme y (0%) 0 km² es agua.

## Demografía
Según el censo de 2010, había 762 personas residiendo en Kimball. La densidad de población era de 194,45 hab./km². De los 762 habitantes, Kimball estaba compuesto por el 96.85% blancos, el 0.52% eran afroamericanos, el 0.13% eran amerindios, el 0.26% eran asiáticos, el 0% eran isleños del Pacífico, el 0.26% eran de otras razas y el 1.97% pertenecían a dos o más razas. Del total de la población el 1.05% eran hispanos o latinos de cualquier raza.